# Sepia orbignyana
Sepia orbignyana är en bläckfiskart som beskrevs av Férussac in D'Orbigny 1826. Sepia orbignyana ingår i släktet Sepia och familjen Sepiidae. IUCN kategoriserar arten globalt som otillräckligt studerad. Inga underarter finns listade i Catalogue of Life.